# Kaukasisch Imamaat
Het Kaukasisch Imamaat (Arabisch:إِمامة قفقاز) was een staat opgezet door de imams van Dagestan en Tsjetsjenië in het begin van de negentiende eeuw in het noorden van de Kaukasus. Deze staat heeft tot ongeveer het einde van die eeuw bestaan. De staat had vooral in Tsjetsjenië en Dagestan zijn machtsbasis. Deze staat was in oorlog met de Russische leger van de tsaar tijdens de Kaukasusoorlog.
Het imamaat was opgericht door Ghazi Mollah in 1828. Vier jaar later na de dood van Ghazi Mollah werd Gamzat-bek zijn opvolger. Tegen tijde van de derde imam imam Sjamil was het imamaat op zijn hoogtepunt en bezat het onder andere Dagestan, Tsjetsjenië en grote stukken van Ingoesjetië. De Adygeërs in het gebied ten westen van de Kaukasus (Adygea) stonden ook onder invloed van het imanaat. Imam Sjamil gaf tot aan zijn gevangenschap in 1859 leiding aan deze staat.

## Herleving van het imamaat
Na de Russische Revolutie in 1917 heeft men geprobeerd het imamaat nieuw leven in te blazen door de zoon van een van Sjamils Naibs Najm ad-Din met hulp vanuit Turkije tijdens maart-april 1918 met de oprichting van het Emiraat Noord-Kaukasus. Hij wordt de vierde imam van de Noordelijke Kaukasus genoemd. Kort hierop werd hij door de Sovjet troepen de bergen van Dagestan en Tsjetsjenië in gedreven waar hij door gingen met een guerrillaoorlog.
Het imamaat werd door vele als voorbeeld gezien tijdens het naar onafhankelijkheid streven van Tsjetsjenië na de val van de Sovjet-Unie. Toen werd een onafhankelijke staat gesticht door Dzjochar Doedajev onder de naam Tsjetsjeense Republiek Itsjkerië. Het verzet in dit deel van de Kaukasus gaat tot op vandaag door.   